# Птахшепсес II
Птахшепсес II (XXV ст. до н. е.) — давньоєгипетський діяч, верховний жрець Птаха у Мемфісі часів V династії.

## Життєпис
Переважно більшість відомостей про Птахшепсес II отримано з напису на його мастабі. Тут перераховано Тут перераховано усі почесні титули Птахшепсеса II — «Той, хто належить серцю свого Пана», «Улюбленець свого Володаря», «Єдиний посвячений». З огляду на це дослідники вважають, що він належав до почту фараонів, входив до особистої ради декількох правителів V династії.
Спочатку обіймав посаду Другого пророка Птаха. Водночас призначений начальником над усіма роботами в державі. Очолював уабету (майстерню), де виготовлялися статуї фараонів та здійснювалося бальзамування правителів. Іншими титулами було начальник Мемфіського некрополю, жрець Сокара.
Наприкінці правління фараона Сахури або напочатку правління Неферірікара I стає верховним жерцем Птаха (після смерті Ранефера). Його колегою на цій посаді був Птахшепсес I. Помер за правління Неферірікара I.
Поховано в мастабі С9 в Саккарі. Являє собою катакомбне поховання.